# Albatros (casa discografica)
La Albatros è stata una casa discografica italiana, attiva dal 1970 al 1992.

## Storia
La Albatros venne fondata dal maestro Armando Sciascia, violinista e direttore d'orchestra abruzzese, nel 1965, come sottoetichetta della Vedette specializzata nella musica folk e nella etnomusica; la sede era situata in via San Paolo 34 a Milano.
Questa etichetta era diretta dall'etnomusicologo italiano Roberto Leydi e si proponeva di pubblicare un repertorio di musica folkloristica italiana e mondiale, basandosi su materiale inedito, oppure pubblicando in licenza dischi di case discografiche non italiane (come Rounder Records e Folkways Records per alcuni dischi della serie "USA Folk & Blues"). Ogni disco era corredato di note relative alla registrazione, contenute in un fascicoletto allegato.
Tra le collane di questa etichetta: la serie "Documenti originali del folklore musicale europeo", "Folk music revival", "Documenti originali della musica etnica del mondo" e "USA Folk & Blues" (all'interno della quale figurano le registrazioni di Pete Seeger e Woody Guthrie).
L'importanza della collana relativa al folklore musicale europeo, con un'attenzione particolare alla realtà regionale italiana, è quella di aver permesso la conservazione di un patrimonio musicale tipico della tradizione orale, difficilmente presente su supporto discografico e a rischio di estinzione.

## Dischi
La datazione qui riportata si basa sull'etichetta del disco o sulla copertina; qualora nessuno di questi elementi abbia una datazione, è basata sulla numerazione del catalogo; talora è, infine, basata sul codice della matrice di stampa. Se esistenti, sono riportati, oltre all'anno, il mese e il giorno (quest'ultimo dato si trova, a volte, stampato sul vinile).

### 33 giri
| Numero di catalogo | Anno | Interprete | Titoli |
| ------------------ | ---- | --- | --- |
| VPA 8082           | 1970 | Autori vari (a cura di Roberto Leydi)                                                                                               | Italia, 1. I balli, gli strumenti, i canti religiosi                                                                             |
| VPA 8088           | 1970 | Autori vari (a cura di Roberto Leydi)                                                                                               | Italia, 2. La canzone narrativa, lo spettacolo popolare                                                                          |
| VPA 8089           | 1969 | Gruppo dell'Almanacco Popolare | Canti popolari italiani |
| VPA 8089           | 1969 | Sandra Mantovani e Bruno Pianta | Servi, baroni e uomini |
| VPA 8123           | 1971 | Fausto Amodei, Italo Calvino, Duilio Del Prete, Franco Fortini, Emilio Jona, Sergio Liberovici, Mario Pogliotti, Michele Straniero  | Cantacronache 1 |
| VPA 8124           | 1971 | Fausto Amodei, Italo Calvino, Massimo Dursi, Sergio Liberovici, Mario Pogliotti, Gianni Rodari, Michele Straniero, Claudina Vaccari | Cantacronache 2 |
| VPA 8125           | 1971 | Fausto Amodei | Cantacronache 3 |
| VPA 8126           | 1971 | Autori vari (a cura di Roberto Leydi)                                                                                               | Italia, 3. Il canto lirico e satirico, la polivocalità                                                                           |
| VPA 8128           | 1971 | Artisti della Vox de Espana, Ernst Busch, Pete Seeger, Bessie Lomax, Butch Hawes, Woody Guthrie, cantori anonimi spagnoli           | Canti della guerra di Spagna (1931-1939)                                                                                         |
| VPA 8129           | 1971 | Autori vari | Canti della resistenza spagnola                                                                                                  |
| VPA 8133           | 1971 | Edmonda Aldini, Fausto Amodei, Margot, Michele Straniero                                                                            | Cantacronache 4. Canti di protesta del popolo italiano - Canti della resistenza                                                  |
| VPA 8137           | 1971 | Autori vari | Musica del Burundi |
| VPA 8144           | 1972 | Gruppo dell'Almanacco Popolare | Il calendario dei poveri |
| VPA 8145           | 1973 | La Brigata Pretolana | Canti popolari dell'Umbria. Il vatoccu e altri canti tradizionali                                                                |
| VPA 8146           | 1973 | Autori vari (a cura di Roberto Leydi e Amerigo Vigliermo)                                                                           | Canti popolari del Piemonte. 1 Il canavese                                                                                       |
| VPA 8148           | 1972 | Autori vari (antologia a cura di Roberto Leydi e Bruno Pianta)                                                                      | La zampogna in Europa, 1. Irlanda, Scozia, Bretagna, Galizia                                                                     |
| VPA 8149           | 1972 | Autori vari (antologia a cura di Roberto Leydi e Bruno Pianta)                                                                      | La zampogna in Europa, 2. La zampogna in Italia & le launeddas                                                                   |
| VPA 8150           | 1973 | Autori vari (a cura di Diego Carpitella, Pietro Sassu e Leonardo Sole)                                                              | Musica sarda, 1. Canti e danze tradizionali. Canti monodici                                                                      |
| VPA 8151           | 1973 | Autori vari (a cura di Diego Carpitella, Pietro Sassu e Leonardo Sole)                                                              | Musica sarda, 2. Canti e danze tradizionali. Canti polivocali 1                                                                  |
| VPA 8152           | 1973 | Autori vari (a cura di Diego Carpitella, Pietro Sassu e Leonardo Sole)                                                              | Musica sarda, 3. Canti e danze tradizionali. Canti polivocali 2 e musica strumentale                                             |
| VPA 8164           | 1972 | Ludovico e Gino Carlio, Andrea Polo, Santino Scotto                                                                                 | Il trallalero genovese. Canti popolari della Liguria                                                                             |
| VPA 8174           | 1972 | Autori vari | Ritmi e canti del Marocco |
| VPA 8178           | 1973 | Tino Carraro, Milly, Enzo Jannacci, Sandra Mantovani, Anna Nogara                                                                   | Milanin Milanon. Ritratto di una città dal 1850 ai nostri giorni attraverso le sue canzoni                                       |
| VPA 8180           | 1973 | Juan Capra | Cile canta e lotta, 1. Canti popolari cileni di ieri e di oggi                                                                   |
| VPA 8183           | 1973 | Violeta Parra | Cile canta e lotta, 2. Santiago Penando Estas                                                                                    |
| VPA 8184           |      | Víctor Jara | Cile canta e lotta, 3. Te Recuerdo, Amanda                                                                                       |
| VPA 8185           | 1974 | Autori vari (a cura di Roberto Leydi e Fulvio Montobbio)                                                                            | Canti popolari del Lazio. Dal repertorio di Italia Ranaldi di Poggio Moiano (Sabina)                                             |
| VPA 8187           | 1974 | Autori vari | Il Blues Rurale |
| VPA 8188           | 1974 | Autori vari | Il Blues Jazzistico |
| VPA 8189           | 1974 | Autori vari | Il Blues Urbano |
| VPA 8190           | 1974 | Coro di Bajo Dora (a cura di Amerigo Vigliermo)                                                                                     | Canti dell'alto canavese |
| VPA 8191           | 1974 | Carmelita Gadaleta con Eugenio Gadaleta alla chitarra                                                                               | La buona sera. Canti popolari di Puglia e Lucania                                                                                |
| VPA 8198           | 1974 | Pete Seeger | American favorite ballads, 1 |
| VPA 8199           | 1974 | Pete Seeger | American favorite ballads, 2 |
| VPA 8200           | 1974 | Pete Seeger | American favorite ballads, 3 |
| VPA 8201           | 1974 | Pete Seeger | American favorite ballads, 4 |
| VPA 8202           | 1974 | Pete Seeger | American favorite ballads, 5 |
| VPA 8203           | 1974 | Autori vari (a cura di Roberto Leydi, Bruno Pianta, Glauco Sanga)                                                                   | Canti popolari del Piemonte, 2. Le valli di Cuneo                                                                                |
| VPA 8205           | 1974 | Víctor Jara | El derecho de vivir en paz |
| VPA 8206           | 1974 | Autori vari (a cura di Elsa Guggino e G. Pagano)                                                                                    | Musiche e canti popolari siciliani, 1. Canti del lavoro                                                                          |
| VPA 8208           | 1974 | Thorhallsdottir Anna (a cura di Mario De Luigi jr)                                                                                  | Canti popolari d'Islanda |
| VPA 8209           |      | Woody Guthrie | Woody Guthrie, 1 |
| VPA 8210           |      | Woody Guthrie | Woody Guthrie, 2 |
| VPA 8217           |      | Víctor Jara | Victor Jara, 3. La poblacion |
| VPA 8218           | 1974 | Autori vari | Musica popolare di Cipro. Canti e danze tradizionali delle comunità greca, turca e maronita                                      |
| VPA 8222           | 1975 | Autori vari (a cura di Bruno Pianta)                                                                                                | Regione Lombardia, 1. I protagonisti: le mondine di Villa Garibaldi                                                              |
| VPA 8223           | 1975 | Autori vari (a cura di Roberto Laydi)                                                                                               | Regione Lombardia, 2. Brescia e il suo territorio                                                                                |
| VPA 8225           | 1975 | Autori vari (a cura di Jacques Jangoux)                                                                                             | Fiestas in Guatemala |
| VPA 8226           | 1975 | Ali Primera | Adios en dolor mayor. Dedicato alla resistenza cilena                                                                            |
| VPA 8230           | 1975 | Autori vari (a cura di Lin Lerner e Chet A. Wollner)                                                                                | Musica dell'Etiopia |
| VPA 8231           | 1975 | Autori vari (a cura di Roberto Leydi)                                                                                               | Regione Lombardia, 3. Bergamo e il suo territorio                                                                                |
| VPA 8232           | 1975 | Autori vari (a cura di James W. Fernandez)                                                                                          | Gabon. Musica da un microcosmo equatoriale. Musica Fang Bwiti con esempi musicali Mbiri                                          |
| VPA 8234           | 1975 | Víctor Jara | Victor Jara, 4. Presente |
| VPA 8236           | 1975 | Autori vari (a cura di Italo Sordi)                                                                                                 | Regione Lombardia, 4. I protagonisti: la musica del carnevale di Bagolino                                                        |
| VPA 8237           | 1975 | La famiglia Bregoli di Pezzaze (a cura di Bruno Pianta)                                                                             | Regione Lombardia, 5. I protagonisti: minatori della Valtrompia                                                                  |
| VPA 8240           | 1975 | Laura Dukes, voce e ukulele; John Williams, voce e piano; Bukka White, voce e chitarra                                              | Tennessee Blues, vol. 1 |
| VPA 8246           | 1975 | Woody Guthrie | Woody Guthrie, 3. Bound for Glory                                                                                                |
| VPA 8247           | 1975 | Woody Guthrie | Woody Guthrie, 4. Ballate di Sacco e Vanzetti                                                                                    |
| VPA 8249           | 1975 | Autori vari (a cura di Pierluigi Navoni, Renata Meazza, J. K. Kudaisya)                                                             | Musica popolare e religiosa dell'India del Nord, 1. Canti e Musiche dei contadini                                                |
| VPA 8256           | 1975 | Autori vari (registrazioni a cura di Roberto Leydi)                                                                                 | Ritmi e strumenti africani, 1. Niger, Ghana, Nigeria, Alto Volta, Senegal, Liberia)                                              |
| VPA 8257           | 1975 | Autori vari (registrazioni a cura di Roberto Leydi)                                                                                 | Ritmi e strumenti africani, 2. Congo Brazzaville, Ciad, Sudan, Zambia, Tanzania, Kenya, Zapu)                                    |
| VPA 8258           | 1975 | Autori vari | Ritmi e strumenti africani, 3. Marocco, Algeria, Tunisia, Libia)                                                                 |
| VPA 8260           | 1975 | Autori vari | Musiche e canti popolari dell'Emilia vol 1. Il mondo infantile, il mondo magico e rituale, le romanelle, i balli strumentali     |
| VPA 8261           | 1975 | Dewey Corley e Mose Vinson (antologia a cura di Lucio Maniscalchi e Gianni Marcucci)                                                | Tennessee Blues, vol. 2 |
| VPA 8262           | 1975 | Autori vari (a cura di Simha Arom e Genevieve Dournon-Taurelle)                                                                     | Africa. Dolore e magia (registrazioni effettuate nella Repubblica Centrafricana)                                                 |
| VPA 8263           | 1975 | Khamis El Fino | Canti e danze arabe |
| VPA 8266           | 1975 | Autori vari (a cura di Pierluigi Navoni, Renata Meazza, J.K. Kudaisya)                                                              | Musica popolare e religiosa dell'India del Nord, 2. Teatro e festa popolare nel Rajastan. Musica urbana di Datia e Gwalior       |
| VPA 8268           | 1975 | Autori vari (a cura Pierluigi Navoni, Renata Meazza, J. K. Kudaisya)                                                                | Musica popolare e religiosa dell'India del Nord, 3. Musica religiosa dei Sikhs                                                   |
| VPA 8269           | 1976 | Ernesto Sala (a cura di Bruno Pianta)                                                                                               | Regione Lombardia, 6. Protagonisti: Ernesto Sala, il "piffero" di Segni                                                          |
| VPA 8271           | 1976 | Woody Guthrie | Woody Guthrie, 6. Poor boy |
| VPA 8274           | 1976 | Teatrogruppo di Salerno | Musica popolare del Salernitano                                                                                                  |
| VPA 8276           | 1976 | Woody Guthrie | Woody Guthrie, 5 |
| VPA 8277           | 1976 | Hammie Nixon | Tennessee Blues, vol. 3 |
| VPA 8278           | 1976 | Autori vari (a cura di Stefano Cammelli, Roberto Leydi e Bruno Pianta)                                                              | Musiche e canti popolari dell'Emilia, 2. La ballata, l'osteria, le risaiole e i braccianti, forme e stili marginali, la zirudela |
| VPA 8279           | 1976 | Autori vari (a cura di Wolfgang Laade)                                                                                              | Australia. Canti degli aborigeni                                                                                                 |
| VPA 8280           | 1977 | Autori vari (registrazioni effettuate da Alan Lomax nel 1947 nel Penitenziario di Stato del Mississippi, a Parchman)                | Negro prison songs |
| VPA 8281           | 1977 | Woody Guthrie | Woody Guthrie, 6. Poor boy |
| VPA 8284           | 1977 | Woody Guthrie | Woody Guthrie, 9. Songs to grow on                                                                                               |
| VPA 8285           | 1976 | "Sleepy" John Adam Estes | Tennessee Blues, vol. 4 |
| VPA 8286           | 1976 | Autori vari (a cura di Diego Carpitella)                                                                                            | Musica contadina dell'Aretino, 1. Ottava rima                                                                                    |
| VPA 8287           | 1976 | Autori vari (a cura di Diego Carpitella)                                                                                            | Musica contadina dell'Aretino, 2. Canti rituali, ballate                                                                         |
| VPA 8288           | 1976 | Autori vari (a cura di Diego Carpitella)                                                                                            | Musica contadina dell'Aretino, 3. Racconti, indovinelli, filastrocche, ninne nanne, stornelli                                    |
| VPA 8289           | 1976 | Antonella Ansani, Sandra Mantovani, Cristina Pederiva, Stefano Cammelli, Bruno Pianta                                               | Almanacco popolare. Canti e balli dell'Italia settentrionale                                                                     |
| VPA 8292           | 1976 | Woody Guthrie | Woody Guthrie, 7. Goin' Down This Road                                                                                           |
| VPA 8293           | 1976 | Woody Guthrie | Woody Guthrie, 8. Struggle |
| VPA 8294           | 1976 | Leadbelly | Looky looky yonder |
| VPA 8295           | 1976 | Autori vari (a cura di Wolf Dietrich)                                                                                               | Grecia. Musica popolare del Dodecaneso                                                                                           |
| VPA 8297           | 1976 | Autori vari (a cura di Samuel B. Charters)                                                                                          | Musica popolare delle Bahama |
| VPA 8298           | 1976 | Autori vari (a cura di Wolf Dietrich)                                                                                               | Grecia. Musica popolare della Grecia del Nord. Epiro, Macedonia                                                                  |
| VPA 8299           | 1976 | Autori vari (a cura di Roberto Leydi)                                                                                               | Regione Lombardia, 7. Como e il suo territorio                                                                                   |
| VPA 8300           | 1976 | Autori vari (a cura di Harry Oster)                                                                                                 | Southern Prison Blues. Blues da un penitenziario del sud                                                                         |
| VPA 8302           | 1978 | Margaret Barry | Canti e musiche d'Irlanda |
| VPA 8303           | 1976 | Leadbelly, con Woody Guthrie, Cisco Houston & Sonny Terry                                                                           | We shall be free |
| VPA 8306           | 1976 | Víctor Jara | Victor Jara, 5. Canto por travesura                                                                                              |
| VPA 8309           | 1976 | Autori vari (a cura di Edward Neill)                                                                                                | Canti popolari di Liguria, 1. Rime e filastrocche popolari, canti monovocali                                                     |
| VPA 8313           | 1976 | Autori vari (a cura di Edward Neill)                                                                                                | Canti popolari di Liguria, 2. La polivocalità valligiana, il trallalero                                                          |
| VPA 8314           | 1976 | Autori vari (a cura di Ettore de Carolis)                                                                                           | Il Lazio, 1. I canti e le zampogne. La mietitura, i pastori e le zampogne                                                        |
| VPA 8318           | 1976 | Autori vari (a cura di Massimo Somaschini)                                                                                          | Brasile. Musica nera di Bahia |
| VPA 8326           | 1976 | Autori vari (a cura di Ettore de Carolis)                                                                                           | Mali, vol 1. Canti epici, storici, politici e di propaganda                                                                      |
| VPA 8327           | 1976 | Autori vari (a cura di Ettore de Carolis)                                                                                           | Mali, vol 2. Canti epici, storici, politici e di propaganda                                                                      |
| VPA 8341           | 1977 | Autori vari (a cura di Roberto Leydi e Giorgio Vezzani)                                                                             | Regione Lombardia, 8. I protagonisti: i cantastorie di Pavia                                                                     |
| VPA 8343           | 1977 | Víctor Jara | Victor Jara, 6. Canto libre |
| VPA 8348           | 1977 | Autori vari (a cura di Ettore de Carolis)                                                                                           | Il Lazio, 2. Arie de' bifolchi e arie di campagna, stornelli, rispetti e fioretti                                                |
| VPA 8361           | 1977 | Autori vari (ricerca di Renata Meazza e Pierluigi Navoni)                                                                           | Marche. Canti e musiche popolari, 1. Canti di questua, batoccu, canti infantili, canti di lavoro                                 |
| VPA 8371           | 1981 | Cisco Houston | Pie in the sky. Canzoni di cow-boys e di vagabondi                                                                               |
| VPA 8372           | 1977 | Autori vari (a cura di Glauco Sanga e Pietro Sassu)                                                                                 | Regione Lombardia, 9. I protagonisti: cantori di Premana                                                                         |
| VPA 8373           | 1977 | Teatrogruppo di Salerno | Carnuvà pecché sì muorto. Musica popolare del Salernitano vol 2                                                                  |
| VPA 8381           | 1977 | Autori vari (a cura di Bruno Pianta)                                                                                                | Regione Lombardia, 10. I protagonisti: calabresi a Milano                                                                        |
| VPA 8382           | 1977 | Autori vari (ricerca di Renata Meazza e Pierluigi Navoni)                                                                           | Marche. Canti e musiche popolari, 2. Balli (saltarelli e castellane)                                                             |
| VPA 8384           | 1977 | Autori vari (a cura di Ettore De Carolis)                                                                                           | Il Lazio, 3. I canti e le zampogne. Il canto "a poeta", filastrocche, saltarello e varie                                         |
| VPA 8386           | 1977 | Autori vari | Come All You Coal Miners |
| VPA 8387           | 1977 | Autori vari (a cura di Gianni Marcucci)                                                                                             | Mississippi Delta & South Tennessee Blues                                                                                        |
| VPA 8390           | 1978 | Autori vari (a cura di Franco Castelli)                                                                                             | Canti popolari del Piemonte, 3. Alessandria e il suo territorio                                                                  |
| VPA 8392           | 1979 | Autori vari (a cura di David Evans)                                                                                                 | See See Rider. South Mississippi Blues                                                                                           |
| VPA 8393           | 1977 | Leadbelly, con Woody Guthrie & Cisco Houston                                                                                        | Midnight Special, vol. 3 |
| VPA 8394           | 1977 | Autori vari (a cura di Bruce Jackson)                                                                                               | Wake Up Dead Man. Canti di lavoro di detenuti neri nei penitenziari del Texas                                                    |
| VPA 8395           | 1978 | Ray Brothers & Red Cravens | Really Bluegrass |
| VPA 8396           | 1978 | Autori vari | Musica del Vietnam |
| VPA 8397           | 1978 | Autori vari (a cura di Roberto Leydi, Tullia Magrini e Stélios Lainákis)                                                            | Musica popolare di Creta, 1. I violinisti                                                                                        |
| VPA 8398           | 1978 | Autori vari (a cura di Henry Cowell)                                                                                                | Ungheria. Canti e musiche popolari (registrazioni effettuate sotto la supervisione di Bela Bartok)                               |
| VPA 8399           | 1978 | Autori vari | Quisqueya. Musica dalla Repubblica Dominicana                                                                                    |
| VPA 8400           | 1978 | Autori vari (registrazioni di John Tanson)                                                                                          | Ghana. Musica cerimoniale e celebrativa                                                                                          |
| VPA 8401           | 1978 | Autori vari | Messico. Musica Maya |
| VPA 8402           | 1978 | Autori vari (a cura di Jane Mink Rossen)                                                                                            | Melanesia. Canzoni, giochi e danze da Bellona                                                                                    |
| VPA 8403           | 1977 | Autori vari (a cura di Stefano Cammelli)                                                                                            | Musiche e canti popolari dell'Emilia, 3. Coro dei braccianti di San Giovanni in Persiceto                                        |
| VPA 8405           | 1977 | Autori vari (a cura di Brizio Montinaro)                                                                                            | Musica e canti popolari del Salento. Canti rituali e di questua, stornelli, contrasti, canzoni satiriche e d'amore               |
| VPA 8408           | 1977 | Sam Chatmon | Hollandale Blues |
| VPA 8412           | 1978 | Autori vari (a cura di Wolf Dietrich)                                                                                               | Turchia. Canti e musiche tradizionali                                                                                            |
| VPA 8413           | 1978 | Autori vari (a cura di Wolf Dietrich)                                                                                               | Musica popolare di Yugoslavia |
| VPA 8414           | 1978 | Suonatori della valle del Savena | Musiche e canti popolari dell'Emilia, 4. Suonatori della valle del Savena                                                        |
| VPA 8415           | 1978 | Gruppo spontaneo di Magliano Alfieri                                                                                                | Feste calendariali e canti popolari dell'albese. Basse Langhe e Basso Monferrato                                                 |
| VPA 8416           | 1978 | Autori vari (registrazioni di Sam Gesser)                                                                                           | Canti e balli popolari di Bretagna                                                                                               |
| VPA 8418           | 1977 | Autori vari (a cura di George Mitchell)                                                                                             | Georgia Blues. Blues around my bed                                                                                               |
| VPA 8419           | 1978 | Scuola di teatro dell'Honan; Opera dell'Hupeh (registrazioni di Guy e Candie Carawan)                                               | L'opera cinese. Documenti musicali dalla Cina                                                                                    |
| VPA 8422           | 1978 | Eugene Powell "Sonny Boy Nelson" (a cura di Enzo Castella e Gianni Marcucci)                                                        | Police in Mississippi. Blues |
| VPA 8424           | 1978 | Cary Tate (a cura di Gianni Marcucci)                                                                                               | Blues from the heart |
| VPA 8425           | 1978 | Aunt Molly Jackson | Aunt Molly Jackson |
| VPA 8426           | 1978 | The Balfa Freres | Musica dei Cajuns della Louisiana                                                                                                |
| VPA 8428           | 1977 | Il gruppo di Santa Croce (a cura di Alberto Fumagalli e Roberto Leydi)                                                              | Regione Lombardia, 11. I protagonisti: montanari di Val Brembana                                                                 |
| VPA 8429           | 1978 | Autori vari (a cura di Bruzio Montinaro)                                                                                            | Musiche e canti popolari del Salento, 2. Ninna nanne, invocazioni e filastrocche, canti di lavoro, moroloja, canzoni narrative.  |
| VPA 8430           | 1978 | Gruppo Ricerca Popolare | Marinaio che cosa rimiri. Canti e balli dell'Appennino ligure-piacentino                                                         |
| VPA 8437           | 1978 | Autori vari (a cura di Alessandro Roffeni)                                                                                          | La Ballata Afro-Americana |
| VPA 8439           | 1979 | Autori vari (a cura di Sergio De Gregorio)                                                                                          | Musiche e canti popolari della Campania, 1                                                                                       |
| VPA 8440           | 1979 | Autori vari (a cura di Harold Courlander)                                                                                           | Ucraina. Musiche e canti popolari                                                                                                |
| VPA 8441           | 1979 | Autori vari (a cura di Willard Rhodes)                                                                                              | Musica dei Sioux & Navajo |
| VPA 8442           | 1979 | Autori vari (a cura di John Levy)                                                                                                   | Musica taoista cinese |
| VPA 8443           | 1979 | Jack Owens | Bentonia Country Blues |
| VPA 8445           | 1979 | Autori vari | Antichi canti afrocubani |
| VPA 8446           | 1979 | Autori vari (a cura di John Levy)                                                                                                   | Musica buddhista cinese |
| VPA 8447           | 1979 | Almeda Riddle | Ballate ed inni dell'Ozark |
| VPA 8448           | 1979 | Autori vari (a cura di Stephan Beyer)                                                                                               | Tibet. Musica rituale e di teatro                                                                                                |
| VPA 8449           | 1979 | Autori vari (registrazioni di Peter Crossley-Holland)                                                                               | Musica popolare del Tibet, vol. 2                                                                                                |
| VPA 8450           | 1979 | Autori vari | Musica andina e della terra del fuoco                                                                                            |
| VPA 8451           | 1979 | Autori vari (a cura di David Evans)                                                                                                 | "Bad luck and trouble". Louisiana & Mississippi Blues                                                                            |
| VPA 8456           | 1979 | Autori vari (a cura di Alessandro Roffeni)                                                                                          | Erotic Blues. Canti Erotici Afroamericani                                                                                        |
| VPA 8457           | 1979 | Autori vari (a cura di Alessandro Roffeni)                                                                                          | Piano Blues, Boogie Woogie, and Rags (1927-1941)                                                                                 |
| VPA 8458           | 1979 | Autori vari (a cura di Gianni Marcucci)                                                                                             | "Way Back Yonder...". Original Country Blues, vol. 1                                                                             |
| VPA 8459           | 1979 | Autori vari (a cura di Gianni Marcucci)                                                                                             | "Way Back Yonder...". Original Country Blues, vol. 2                                                                             |
| VPA 8460           | 1979 | Autori vari (a cura di Gianni Marcucci)                                                                                             | "Way Back Yonder...". Original Country Blues, vol. 3                                                                             |
| VPA 8461           | 1980 | Autori vari (a cura di Gianni Marcucci)                                                                                             | I Got The Blues This Morning |
| VPA 8462           | 1980 | Autori vari | Forty-Four Blues. Piano Blues and Boogie, vol. 1                                                                                 |
| VPA 8466           | 1980 | Autori vari (antologia a cura di Luigi Cinque)                                                                                      | Lucania e Calabria. Ricerca nell'area del Monte Pollino                                                                          |
| VPA 8472           | 1980 | Autori vari (a cura di Febo Guizzi e Roberto Leydi)                                                                                 | Zampogne. Italia, 1 |
| VPA 8473           | 1982 | Autori vari (a cura di Alessandro Roffeni)                                                                                          | Big City Blues |
| VPA 8474           | 1982 | Autori vari (a cura di Alessandro Roffeni)                                                                                          | Combo Blues |
| VPA 8482           | 1981 | Autori vari (a cura di Febo Guizzi e Roberto Leydi)                                                                                 | Zampogne. Italia, 2 |
| VPA 8485           | 1982 | Autori vari (a cura di Gastone Venturelli)                                                                                          | I Canti popolari toscani. Le casciane                                                                                            |
| VPA 8486           | 1984 | Efisio Melis (antologia a cura di Pietro Sassu)                                                                                     | Efisio Melis (launeddas) |
| VPA 8489           | 1987 | Tindara Amalfi e Annunziata D'Onofrio (a cura di Elsa Guggino e Ignazio Macchiarella)                                               | Canti d'amore e di sdegno, romanze e stornelli della provincia di Messina                                                        |
| VPA 8490           | 1987 | Efisio Melis (antologia a cura di Elsa Guggino e Ignazio Macchiarella)                                                              | La Settimana Santa in Sicilia. Voci e suoni nei riti della Passione                                                              |
| VPA 8491           | 1987 | Autori vari (antologia a cura di Elsa Guggino e Girolamo Garofalo)                                                                  | I cantastorie ciechi a Palermo                                                                                                   |
| VPA 8493           | 1989 | Autori vari (antologia a cura di Piero G. Arcangeli)                                                                                | Liturgia popolare della settimana Santa. Canti di tradizione orale delle confraternite Umbre e Alto-Laziali.                     |
| VPA 8494           | 1989 | Autori vari (antologia a cura di Giancarlo Palombini)                                                                               | Le ciaramelle di Amatrice. La tradizione della zampogna in Alta Sabina                                                           |
| VPA 8496           | 1989 | Autori vari (a cura di Mauro Balma)                                                                                                 | La tradizione musicale a Ceriana (Imperia)                                                                                       |
| VPA 8502           | 1990 | Autori vari (antologia a cura di Girolamo Garofalo)                                                                                 | Archivio sonoro siciliano, 3. Canti tradizionali di Niscemi (Caltanissetta)                                                      |
| VPA 8508           | 1992 | Autori vari | Canti della Settimana Santa della provincia di Messina                                                                           |
| VPA 8509           | 1992 | Autori vari | Canto di tradizione familiare in Val Seriana                                                                                     |
| VPA 8510           | 1992 | Autori vari | Musica strumentale dei Monti Lepini                                                                                              |

### Raccolte box-set
- ALB 2 - Musica degli Indiani e degli Eschimesi dell'America del Nord
- ALB 3 - Musica sarda. Canti e danze tradizionali, a cura di Diego Carpitella, Piero Sassu e Leonardo Sole (3 LP)
- ALB 5 - Musica contadina dell'aretino (3 LP: VPA 8286, VPA 8287 e VPA 8288)
- ALB 6 - Radici della musica nera in America
- ALB 7 - Woody Guthrie - Ballate, canti di lavoro, talking-blues, canzoni
- ALB 8 - Il Blues. Rurale - Jazzistico - Urbano
- ALB 10 - India del Nord. Musica popolare e religiosa
- ALB 12 - Il canto buddhista (2 LP)
- ALB 13 - Way back yonder. Original country blues
- ALB 15 - Leadbelly: canzoni, ballate, worksongs, blues, canti religiosi (3 LP)
- ALB 16 - Woody Guthrie - Ballate, canti di lavoro, talking-blues, canzoni. Vol. 2
- ALB 20 - Canti e musiche popolari dell'Istria veneta, a cura di Roberto Starec
- ALB 21 - Canti liturgici di tradizione orale. La prima raccolta organica del canto liturgico e paraliturgico di tradizione orale in Italia, a cura di P. Arcangeli, Roberto Leydi, R. Morelli e Piero Sassu
- ALB 22 - Bande musicali di Sicilia
- ALB 23 - Il Natale in Sicilia. La tradizione attuale delle musiche e dei canti nei contesti celebrativi del Natale in Sicilia